# Olympische Sommerspiele 1900/Teilnehmer (Argentinien)
| Gelbes Symbol für Goldmedaillen mit stilisierten Olympischen Ringen | Graues Symbol für Silbermedaillen mit stilisierten Olympischen Ringen | Braundes Symbol für Bronzemedaillen mit stilisierten Olympischen Ringen |
| ------------------------------------------------------------------- | --------------------------------------------------------------------- | ----------------------------------------------------------------------- |
| —                                                                   | —                                                                     | —                                                                       |

Argentinien nahm schon aufgrund der weiten Anreise und den damit verbundenen Kosten bei den Olympischen Sommerspielen 1900 in Paris nur mit einem Athleten teil.

## Teilnehmer nach Sportarten

### Fechten
Es war der damals 23-jährige Fechter Francisco Camet, der den 5. Platz im Bewerb Degen für Amateure belegte. Er lebte zu diesem Zeitpunkt in Frankreich und wird vom IOC nach wie vor als Franzose geführt.